# مادلين بيليتير
مادلين بيليتير(1874-1939) طبيبه نفسيه ونسوية سفرجية، كاتبة ومحررة و باحثة انثروبولوجيا من فرنسا.
توفيت في 29 ديسمبر 1939 في مستشفى للأمراض النفسية، حيث تم احتجازها قسراً بعد أن ساعدت في إجهاض فتاة تبلغ من العمر 13 عامًا تعرضت في اسرتها لسفاح الأقارب.
ولدت بيليتير عام 1874 لعائلة فقيرة من الطبقة العاملة في باريس، فرنسا. في سن الثانية عشرة اضطرت إلى ترك المدرسة وانضمت إلى الدوائر الأناركية والاشتراكية. في هذه الدوائر أدركت أهمية التعليم وقررت العودة إلى المدرسة. درست بمفردها ، وفي سن 23 عامًا تمكنت من اجتياز امتحان شهادة الثانوية العامة وتم تسجيلها في مدرسة إعدادية للدراسات الطبية.
في عام 1902 طلبت بيليتير التنافس على منصب طبيب متدرب في مستشفى للأمراض النفسية، ولكن تم رفضها لأن التدريب كان متاحا فقط لمن لديهم حقوق سياسية بناء على هذا فإن النساء اللواتي مُنعن من التصويت تم استبعادهن تلقائيًا. خاضت بيليتير كفاحًا لإلغاء هذه القاعدة، بدعم من صحيفة نسائية، وقد نجحت في ذلك. خلال فترة تدريبها، كان عليها أن تتعامل مع المضايقات من الأطباء والمرضى، وبسبب العقبات المتعمدة التي تراكمت عليها، فشلت في امتحان شهادة الطب النفسي، وفي سن 32 أصبحت طبيبة عامة. عاشت في الأحياء الفقيرة في باريس واعتنت بسكانها.
إلى جانب عملها كطبيبة، كانت بيليتير ناشطة نسوية واشتراكية. في عام 1906، تم انتخابها رئيسة للمنظمة النسوية "تضامن المرأة" ، لكنها أصيبت بخيبة أمل بسبب إحجام الشركات عن الاحتجاج. حسب قولها، "لقد أرادوا بشكل أساسي أن يمضي الوقت بشكل ممتع". في المقابل، دعت بيليتير النساء إلى الكفاح من أجل حقوقهن بالقوة. لقد قادت العديد من المظاهرات، بل وألقت حجراً على نافذة محطة اقتراع - وهو أحد العمليتين النضاليتين الوحيدين في تاريخ حركة حق الاقتراع في فرنسا.
كانت بيليتير ناشطة نسوية راديكالية، ومن أوائل من روجوا لمفهوم الجندر كبناء اجتماعي. نشرت مواقفها في عشرات المقالات والنشرات والكتب. ودعت، من بين أمور أخرى، إلى إلغاء مؤسسة الزواج والأسرة واستبدالهما بالحياة المجتمعية، وطالبت بالتربية الجنسية للفتيات والحرية الجنسية للنساء والرجال على حد سواء، ودعمت الحق في الإجهاض. لإثبات أنها كانت مساوية للرجل، اعتادت بلتيير على ارتداء ملابس كانت تعتبر فيما بعد ملابس رجالية، ولم تطلب الإذن المطلوب من الشرطة.
في الوقت نفسه، انضمت في عام 1906 إلى "الفصيل الفرنسي لأممية العمال" (SFIO ، الحزب الاشتراكي الآن) ، وأصبحت فيما بعد عضوًا في اللجنة التنفيذية. وكتبت "أنا اشتراكية لأن لدي شغفًا بالعدالة". "أنا أؤيد إلغاء الميراث، والتعليم المجاني، والإعانات السخية للأطفال وكبار السن والمرضى، ووضع حد للفروق الطبقية، ووضع حد لعبادة المال". حاولت بلتيير الترويج للأفكار النسوية في الحزب، وتمكنت من الحصول على مؤتمر الحزب لدعم حق التصويت للمرأة، لكن لم يتغير شيء ولم يروج الحزب للموضوع في البرلمان. إضافة إلى ذلك، صدمت مواقفها من الإجهاض ومؤسسة الأسرة أعضاء الحزب وتركتها معزولة وخالية من التأثير.
في الحرب العالمية الأولى، رُفض طلبها بأن تصبح أول طبيبة عسكرية، وعملت لفترة قصيرة في "الصليب الأحمر". عززت الحرب معارضتها للنزعة العسكرية، وأعربت عن يأسها من قومية العديد من الاشتراكيين والنسويات واستعداد العمال لمحاربة إخوانهم عبر الحدود.
بعد الحرب، انضمت بيليتير إلى الحزب الشيوعي الفرنسي. في يونيو 1921، ذهبت إلى روسيا لحضور المؤتمر النسائي للأممية الثالثة ، لكنها شعرت بخيبة أمل عندما وجدت الجوع والبيروقراطية وعنف الشرطة هناك. استمرت في الإيمان بالمثل الشيوعي ، لكنها تركت الحزب في عام 1926. واصلت نشر مقالات عن النسوية والفوضوية والاشتراكية في الصحافة ، وأعربت عن معارضتها الشديدة للفاشية التي كانت تنمو في إيطاليا وفرنسا ودول أخرى.
في عام 1937، أصيب بلتيير بجلطة دماغية وأصيب بشلل نصفي. في ذلك الوقت ، اضطهد النظام الفرنسي النساء اللاتي ساعدن في عمليات الإجهاض غير القانونية ، واعتقلت بلتيير في عام 1939 لإشرافها على إجهاض فتاة تبلغ من العمر 13 عامًا اغتصبها شقيقها. قرر القاضي أنه بسبب الشلل لم تستطع بيلتيير إجراء الإجهاض بنفسها ، لكنه حكم بأنها "تشكل خطراً على نفسها وعلى الآخرين وعلى النظام العام" ، وحكم عليها بإجبارها على البقاء في مستشفى للأمراض النفسية بالقرب من باريس (ربما تحت تأثير ذلك). للضغط العام لإخفاء صورتها الفاضحة). كتبت بلتيير إلى إحدى صديقاتها: "لا يمكنك وصف مدى فظاعة أن تكون في مؤسسة مغلقة عندما يكون عقلك واضحًا تمامًا". ساهمت الظروف الصعبة في تدهور حالتها. أصيبت بجلطة أخرى وتوفيت بعد بضعة أشهر من دخولها المستشفى ، في 12.29.1939 ، عن عمر يناهز 65 عامًا.